# Ommata amoena
Ommata amoena là một loài bọ cánh cứng trong họ Cerambycidae.